# Janet Julian
Janet Julian (* 10. Juli 1959 in Evanston, Illinois), eigentlich Janet Louise Johnson, auch bekannt als Janet Johnson und Janet Lansbury, ist eine amerikanische Pädagogin, Autorin und ehemaliges Model und Schauspielerin.

## Leben
Janet Julians Filmkarriere begann in den 1970er Jahren, als sie die Rolle der Nancy Drew in der Fernsehserie The Hardy Boys/Nancy Drew Mysteries übernahm. Julians erste Filmrolle spielte sie 1978 in Tag der Entscheidung. Ihre zweite bekanntere TV-Rolle spielte sie ein Jahr später in B. J. und der Bär als Tommy. In der Abendseifenoper Falcon Crest (1989) war sie in der Rolle der Diane „Cookie“ Nash zu sehen. Auch in dem Kultfilm King of New York (1990) spielte sie eine Rolle. Julian hatte Gastauftritte in einigen Serien wie Ein Colt für alle Fälle, Knight Rider, Kampfstern Galactica, Columbo, Mord ist ihr Hobby oder Diagnose: Mord.
1990 heiratete sie Michael Lansbury. 1995 gab sie ihre Filmkarriere auf und widmete sich der Erziehung ihrer drei Kinder. Später wurde sie Elternerzieherin. Fünf Jahre vor der Jahrhundertwende wurde sie Vorstandsmitglied von „Resources for Infant Educators“ (RIE) und unterrichtet in RIE-Kursen zur Eltern- und Säuglingsberatung. 2009 startete sie einen Blog zur Elternbildung. 2015 begann Julian mit „Janet Lansbury Unruffled“, einer Podcast-Serie über Elternschaft.

## Filmografie (Auswahl)
Fernsehen
- 1973: Alias Smith & Jones (1 Folge)
- 1973: Die Waltons (1 Folge)
- 1978: The Hardy Boys/Nancy Drew Mysteries (5 Folgen)
- 1978–1979: Kampfstern Galactica (4 Folgen)
- 1979: Sheriff Lobo (1 Folge)
- 1979: California Forever (1 Folge)
- 1979: 240–Robert (1 Folge)
- 1979–1981: B. J. und der Bär (9 Folgen)
- 1980: Boomer, der Streuner (1 Folge)
- 1981: Enos (1 Folge)
- 1982: Today's F.B.I. (1 Folge)
- 1982: Ein Colt für alle Fälle (The Fall Guy, 1 Folge)
- 1983: Simon und Simon (1 Folge)
- 1985: Knight Rider (1 Folge)
- 1989: Falcon Crest (6 Folgen)
- 1989: Columbo: Black Lady (Sex and the Married Detective)
- 1991–1993: Mord ist ihr Hobby (2 Folgen)
- 1992–1993: Das Ding aus dem Sumpf (4 Folgen)
- 1994: Diagnose: Mord (1 Folge)
- 1995: Fudge (1 Folge)

Filme
- 1978: Tag der Entscheidung (Big Wednesday)
- 1981: Highway Kids
- 1982: Humongous
- 1984: Fear City – Manhattan 2 Uhr nachts (Fear City)
- 1984: Swordkill
- 1986: Der einsame Kämpfer (Choke Canyon)
- 1990: King of New York – König zwischen Tag und Nacht
- 1990: Filofax – Ich bin du und du bist nichts (Taking Care of Business)
- 1991: Heaven Is a Playground

Archiv-Filmaufnahmen
- 1979: B. J. und der Bär (Fernsehserie, 1 Folge)
- 1986: Smokey and the Bear (Video)